# Batalla d'Obertyn
La batalla d'Obertyn (22 d'agost de 1531) va oposar el príncep de Moldavia Petru Rareș i el rei de Polònia Segimon el Vell, a la ciutat de Obertyn, al nord del Dnièster, avui a Ucraïna. Els polonesos van resultar victoriosos, i la Pocútia va ser presa als moldaus.

## Context
Des de 1359, els prínceps de Moldàvia detentaven la Pocútia com un feu personal i, aquesta regió era de fet vassalla del rei de Polònia. L'any 1490, un conflicte esclata amb aquest motiu entre el príncep de Moldàvia Esteve III de Moldàvia, pare de Pierre Rares, que discuteix la sobirania polonesa. Esteve el Gran intenta fer reconèixer la seva plena sobirania sobre aquest territori amb el concurs del rei d'Hongria. Després de la seva mort, el país és ocupat pels polonesos, el príncep moldau Bogdan III el Cec reconeix el fet l'any 1510. Al desembre de 1529, Pere IV Rareș torna a ocupar la Pocútia. Moldàvia és oficialment vassalla de la Sublim Porta, el rei Segimon envia una carta al sultà Solimà I el Magnífic per demanar-li aturar el conflicte. El sultà respon que els polonesos tenen el dret de batre's per la Pocútia, però no estan autoritzats a entrar en terra moldava, la qual cosa seria una declaració de guerra contra els otomans. Aquesta restricció és un desavantatge pels polonesos, perquè les tropes moldaves, més mòbils, poden refugiar-se en el seu propi territori sense que els seus adversaris puguin els perseguir-los.

## La batalla

### Preparatius
Els polonesos contracten el hetman Jan Tarnowski per dirigir l'exèrcit, ja que les Corts Generals poloneses ha votat la recaptació de fons als serfs per reclutar mercenaris. Es dona a Tarnowski 4.800 cavallers, 1.200 soldats a peu, i 12 canons.
Entre el 3 i el 5 de juny, Tarnowski envia 1.000 cavallers per assetjar els romanesos de la regió, després tornen ràpidament a Obertyn. Situa llavors 100 soldats a peu per defensar la ciutat de Gvozdzots, situada a alguns quilòmetres al sud de Obertyn. Entre el 6 de juny i el 18 de juliol, Rareș respon enviant 6.000 cavallers contra Gvozdzots i comença el setge de la ciutat. L'exèrcit principal polonès es desplaça llavors de Obertyn a Gvozdzots i comença el combat amb els moldaus, que fugen. Del 18 al 21 de juliol, els moldaus tornen amb 20.000 cavallers, 50 canons i alguns soldats a peu contra l'exèrcit polonès de 6.000 homes. Tarnowski deixa alguns soldats a Gvodzots i comença una retirada cap a un lloc defensiu al bosc al nord de Obertyn, que ha fortificat amb el seu exèrcit de carruatges. L'artilleria se situa als tres racons del camp i una part de la infanteria és situada als carruatges. La resta de les seves forces, amb la cavalleria és desplegada al mig del campament.
El 22 de juliol, els moldaus comencen l'ofensiva enviant la cavalleria lleugera a atacar els carros al bosc, però són rebutjats per la infanteria polonesa. Els canons moldaus disparen els carros, però sense èxit. En canvi, queden molt deteriorats per l'artilleria polonesa. Un terç de la cavalleria polonesa llança atacs victoriosos contra l'ala esquerra moldava, i força Rareș a sostenir el seu flanc. Aquest últim deixa alguns soldats per defensar el seu flanc dret i per assegurar el camí cap a Obertyn, si tingués necessitat de retirar-se. La resta de la cavalleria polonesa ataca l'ala dreta moldava, però pateix els cops de l'artilleria. Un últim atac polonès deixa l'exèrcit moldau confús. Els moldaus han perdut a prop de 7.000 cavallers, i tenen 1.000 presoners, més tots els canons, mentre que els polonesos només han perdut 256 homes.

## Cloenda
El sultà retorna Rareș amb el següent missatge: « Ha molestat el millor amic de la Porta, el rei de Polònia ». Els moldaus intentaran reconquerir la Pocútia un altre cop, sense èxit l'any 1538.